# Mordet på Andreas Baader
Mordet på Andreas Baader är en oljemålning från 1978 av den norske konstnären Odd Nerdrum. Den är utställd på Astrup Fearnley-museet i Oslo.
Målningen föreställer Andreas Baader, en av ledarna för terrororganisationen Röda armé-fraktionen, halvnaken i sin cell i Stammheimfängelset. Två män håller i Baader medan en tredje ligger nedslagen framför honom. En fjärde man i trenchcoat och slips dödar Baader med ett nackskott. Männen är uppställda så att de tillsammans antar formen av ett andreaskors. Bildens komposition och klärobskyr är inspirerade av barocken, med associationer till Petri korsfästelse av Caravaggio.
Baader hade avlidit den 18 oktober 1977 i vad som kom att kallas dödsnatten i Stammheim, då även Gudrun Ensslin och Jan-Carl Raspe dog. Officiellt begick de självmord, men snabbt spreds rykten och teorier om att de blivit mördade av hemliga agenter. Nerdrum var vid målningens tillkomst anarkist. Han beskrev senare sin dragning till Baader-Meinhof-ligan: "Det som särskilt fascinerade var det uttryck för den fria människan som jag såg i dem. Annars hade jag sympati för Baader såtillvida som han var en av de många som var villiga att dö för sin sak. För mig var han den kompromisslöse, tragiske idealisten."
Målningen ställdes ut vid Høstutstillingen i Oslo 1978. Den väckte genast starka reaktioner i såväl Norge som Tyskland för sitt sätt att framställa en terrorist som en religiös martyr. Målningen etablerade Nerdrum som en offentlig röst i den norska samhällsdebatten.
Bengt Lagerkvists svenska TV-programserie Konst som retat många avslutades med ett avsnitt om Mordet på Andreas Baader. Det sju och en halv minut långa programmet sändes i Sveriges Television den 25 december 1995.